# كاتدرائية سانت ألبانز

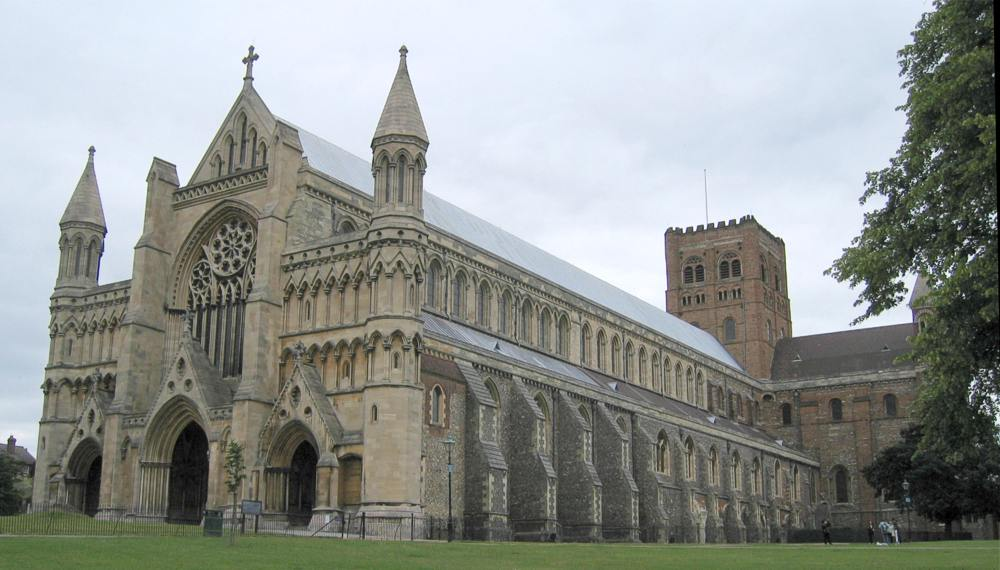
كاتدرائية سانت ألبانز.

كاتدرائية سانت ألبانز (سابقًا دير سانت ألبانز، ورسميًا كاتدرائية ودير سانت ألبانز) هي كاتدرائية أنجليكانية في سانت ألبانز، إنجلترا. بارتفاع 84 م، ويعد صحنها أعلى صحن كاتدرائية في إنجلترا. تعود معظم عمارتها إلى عصر النورمان، وقد أصبحت كاتدرائية عام 1877، وهي ثاني كاتدرائية في المملكة المتحدة من حيث الطول (بعد كاتدرائية وينشستر).

## أعلام
- همفري لانكاستر
- إدموند بوفورت
- هنري بيرسي